# Gymnastik vid europeiska spelen 2019
Gymnastik vid europeiska spelen 2019 avgjordes mellan den 22 och 30 juni 2019. Under tävlingarna kommer det att delades det ut medaljer i 32 stycken grenar. Runt 286 idrottare deltog i tävlingarna i akrobatisk gymnastik, aerobisk gymnastik, artistisk gymnastik, rytmisk gymnastik och trampolin.

## Medaljsummering
Aerobisk gymnastik
| Gren     | Guld                                                                                    | Silver                                                                                     | Brons                                                                        |
| Mixpar   | Italien Michela Castoldi Davide Donati                                                  | Rumänien Dacian Barna Andreea Bogati                                                       | Ryssland Tatjana Konakova Grigorij Sjichalejev                               |
| Mixtrupp | Ryssland Garsevan Dzjanazjan Timur Kulajev Ilja Ostapenko Pjotr Perminov Roman Semjonov | Bulgarien Tijomir Barotev Ivelina Lukaki Antonio Papazov Darina Pashova Ana Maria Stoilova | Rumänien Dacian Barna Gabriel Bocser Andreea Bogati Marian Brotei Mihai Popa |

Akrobatisk gymnastik
| Pargrenar | Guld                                         | Silver                                           | Brons                                            |
| Mångkamp  | Ryssland Viktorija Aksjonova Kirill Startjev | Azerbajdzjan Abdulla Əl-Məşayxi Ruhidil Qurbanlı | Belarus Artur Beljakoŭ Volha Melnik              |
| Balans    | Belarus Artur Beljakoŭ Volha Melnik          | Ryssland Viktorija Aksjonova Kirill Startjev     | Azerbajdzjan Abdulla Əl-Məşayxi Ruhidil Qurbanlı |
| Dynamik   | Ryssland Viktorija Aksjonova Kirill Startjev | Azerbajdzjan Abdulla Əl-Məşayxi Ruhidil Qurbanlı | Belarus Artur Beljakoŭ Volha Melnik              |

| Truppgrenar | Guld                                                           | Silver                                                                   | Brons                                                                    |
| Mångkamp    | Belgien Talia De Troyer Britt Vanderdonckt Charlotte Van Royen | Portugal Francisca Maia Francisca Sampaio Maia Bárbara da Silva Sequeira | Belarus Veranika Nabokina Julija Ivontjik Karina Sandovitj               |
| Balans      | Belarus Veranika Nabokina Julija Ivontjik Karina Sandovitj     | Belgien Talia De Troyer Britt Vanderdonckt Charlotte Van Royen           | Portugal Francisca Maia Francisca Sampaio Maia Bárbara da Silva Sequeira |
| Dynamik     | Belgien Talia De Troyer Britt Vanderdonckt Charlotte Van Royen | Portugal Francisca Maia Francisca Sampaio Maia Bárbara da Silva Sequeira | Belarus Veranika Nabokina Julija Ivontjik Karina Sandovitj               |

Artistisk gymnastik
| Damernas grenar | Guld                       | Silver                   | Brons                        |
| Mångkamp        | Angelina Melnikova (RUS)   | Lorette Charpy (FRA)     | Diana Varinska (UKR)         |
| Barr            | Angelina Melnikova (RUS)   | Rebecca Downie (GBR)     | Anastasija Alistratava (BLR) |
| Bom             | Nina Derwael (BEL)         | Angelina Melnikova (RUS) | Diana Varinska (UKR)         |
| Fristående      | Anastasija Batjynska (UKR) | Aneta Holasová (CZE)     | Jessica Castles (SWE)        |
| Hopp            | Teja Belak (SLO)           | Angelina Melnikova (RUS) | Sára Péter (HUN)             |

| Herrarnas grenar | Guld                   | Silver                     | Brons                     |
| Mångkamp         | David Beljavskij (RUS) | Oleg Vernjajev (UKR)       | Vladislav Poljasjov (RUS) |
| Barr             | Oleg Vernjajev (UKR)   | Marios Georgiou (CYP)      | Ferhat Arıcan (TUR)       |
| Bygelhäst        | David Beljavskij (RUS) | Oleg Vernjajev (UKR)       | Andrej Lichavitski (BLR)  |
| Fristående       | Emil Soravuo (FIN)     | Giarnni Regini-Moran (GBR) | Petro Pachnjuk (UKR)      |
| Hopp             | Artur Davtjan (ARM)    | Dmitrij Lankin (RUS)       | Ihor Radivilov (UKR)      |
| Ringar           | Marco Lodadio (ITA)    | Vahagn Davtjan (ARM)       | Ihor Radivilov (UKR)      |
| Räck             | Robert Tvorogal (LTU)  | Ahmet Önder (TUR)          | Dávid Vecsernyés (HUN)    |

Rytmisk gymnastik
| Individuella grenar | Guld               | Silver                   | Brons                    |
| Mångkamp            | Dina Averina (RUS) | Linoy Ashram (ISR)       | Katsjaryna Halkina (BLR) |
| Band                | Dina Averina (RUS) | Linoy Ashram (ISR)       | Katrin Taseva (BUL)      |
| Boll                | Linoy Ashram (ISR) | Katrin Taseva (BUL)      | Dina Averina (RUS)       |
| Käglor              | Linoy Ashram (ISR) | Dina Averina (RUS)       | Vlada Nikoltjenko (UKR)  |
| Tunnband            | Dina Averina (RUS) | Katsjaryna Halkina (BLR) | Vlada Nikoltjenko (UKR)  |

| Truppgrenar         | Guld | Silver                                                                                       | Brons |
| Mångkamp            | Belarus Hanna Hajdukevitj Anastasija Rybakova Aryna Tsytsylina Hanna Sjvaiba Karyna Jarmolenka           | Bulgarien Simona Djankova Stefani Kirjakova Madlen Radukanova Erika Zafirova Laura Traets    | Ryssland Vera Birjukova Anastasija Maksimova Anastasija Sjisjmakova Anzjelika Stubajlo Marija Tolkatjeva |
| Boll                | Ryssland Vera Birjukova Anastasija Maksimova Anastasija Sjisjmakova Anzjelika Stubajlo Marija Tolkatjeva | Bulgarien Simona Djankova Stefani Kirjakova Madlen Radukanova Erika Zafirova Laura Traets    | Belarus Hanna Hajdukevitj Anastasija Rybakova Aryna Tsytsylina Hanna Sjvaiba Karyna Jarmolenka           |
| Tunnband och käglor | Belarus Hanna Hajdukevitj Anastasija Rybakova Aryna Tsytsylina Hanna Sjvaiba Karyna Jarmolenka           | Ukraina Alina Bychno Tetjana Dovzjenko Diana Myzjerytska Anastasija Voznjak Valerija Juzvjak | Bulgarien Simona Djankova Stefani Kirjakova Madlen Radukanova Erika Zafirova Laura Traets                |

Trampolin
| Gren                | Guld                                          | Silver                                   | Brons                                     |
| Damer individuellt  | Léa Labrousse (FRA)                           | Luba Golovina (GEO)                      | Hanna Hantjarova (BLR)                    |
| Herrar individuellt | Uladzislau Hancharou (BLR)                    | Michail Melnik (RUS)                     | Diogo Ganchinho (POR)                     |
| Damer par           | Belarus Hanna Hantjarova Maryja Macharynskaja | Ukraina Maryna Kyjko Svitlana Malkova    | Ryssland Irina Kundius Jana Pavlova       |
| Herrar par          | Polen Łukasz Jaworski Artur Zakrzewski        | Ukraina Anton Davydenko Mykola Prostorov | Frankrike Sébastien Martiny Allan Morante |

## Medaljtabell
| Pl.    | Nation         | Guld | Silver | Brons | Totalt |
| ------ | -------------- | ---- | ------ | ----- | ------ |
| 1      | Ryssland       | 11   | 6      | 5     | 22     |
| 2      | Vitryssland    | 6    | 1      | 9     | 16     |
| 3      | Belgien        | 3    | 1      | 0     | 4      |
| 4      | Ukraina        | 2    | 5      | 7     | 14     |
| 5      | Israel         | 2    | 2      | 0     | 4      |
| 6      | Italien        | 2    | 0      | 0     | 2      |
| 7      | Frankrike      | 1    | 1      | 1     | 3      |
| 8      | Armenien       | 1    | 1      | 0     | 2      |
| 9      | Finland        | 1    | 0      | 0     | 1      |
| 9      | Litauen        | 1    | 0      | 0     | 1      |
| 9      | Polen          | 1    | 0      | 0     | 1      |
| 9      | Slovenien      | 1    | 0      | 0     | 1      |
| 13     | Bulgarien      | 0    | 4      | 2     | 6      |
| 14     | Portugal       | 0    | 2      | 2     | 4      |
| 15     | Azerbajdzjan   | 0    | 2      | 1     | 3      |
| 16     | Storbritannien | 0    | 2      | 0     | 2      |
| 17     | Rumänien       | 0    | 1      | 1     | 2      |
| 17     | Turkiet        | 0    | 1      | 1     | 2      |
| 19     | Cypern         | 0    | 1      | 0     | 1      |
| 19     | Tjeckien       | 0    | 1      | 0     | 1      |
| 19     | Georgien       | 0    | 1      | 0     | 1      |
| 22     | Ungern         | 0    | 0      | 2     | 2      |
| 23     | Sverige        | 0    | 0      | 1     | 1      |
| Totalt | Totalt         | 32   | 32     | 23    | 96     |